# 스가모정
스가모정(巣鴨町)은 도쿄부 기타토시마군에 존재했던 정이며. 1889년에 정촌제 시행에 의해 탄생하였다. 현재의 도쿄도 도시마구 동부에 해당한다.

## 지리
현재 도시마구의 동부로, 지명으로 보면 고마고메의 거의 전 지역과 스가모 1초메부터 3초메, 기타오쓰카 1초메, 미나미오쓰카 1초메, 2초메의 대부분 지역에 해당한다.
무사시노 대지의 동쪽 끝에 해당한다. 중앙이 고지대이며, 동북과 서북쪽으로 각각 경사져 있다.

## 역사
나라시대에는 이 주변을 '무사시국 도시마군 유시마초'라고 불렀다. 유시마초는 현재의 도시마구 서부, 분쿄구, 츄오구 북부 남부 일대를 차지하는 상당히 넓은 지역이었다.
스가모의 지명은 오래전부터 존재했다. "무사시국풍토기』에는 아다치군 스가모향으로 기록되어 있어 과거에는 아다치군에 속했을 가능성도 있지만, 에도시대에는 도요시마군에 속하게 되었다. 옛날에는 스가모, 스가모, 스가모모, 스가면, 스처면 등으로도 쓰였으나, 도쿠가와 요시무네에 의해 '스가모'로 통일되었다.
- 1889년 4월 1일 - 시정촌제 시행에 의해 스가모정이 성립하였다.
- 1932년 10월 1일 - 도쿄시에 편입에 의해, 스가모정은 니시스가모정, 다카다정, 나가사키정과 함께 도시마구가 되었다.

## 교통

### 철도
- 일본철도→ 국철
  - 야마노테선

## 교통

### 도로
- 국도 제5호선 (후에 제9호선, 국도 제17호선

## 참고문헌
- 北豊島郡誌：北豊島郡農会、1918年（大正7年）11月10日発行、1979年（昭和54年）9月25日復刻版発行